# البعثة العلمية الشامية إلى إستانبول
البعثة العلمية الشامية إلى إستانبول كانت بعثة إلى إستانبول (الأسِتانة) في سبتمبر 1915 برئاسة الشيخ أسعد الشقيري ضمت كبار السياسيين والأُدباء والعُلماء والمشايخ والصحافيين من بلاد الشام، وقد كان أحد أهدافها الرئيسية هو "عرض إخلاص السوريين على سدة الخلافة الإسلامية الكبرى"، وحظي الوفد باهتمام المسؤولين العثمانيين.

## المُجريات
انطلق الوفد في 15 سبتمبر 1915 نحو مدينة حلب، وجرى انتخاب الشيخ أسعد الشقيري لرئاسة الوفد، ثم غادر الوفد حلب، ووصل الوفد في 24 سبتمبر 1915 إلى محطة قطارات حيدر باشا في إسطنبول، فكان لهم استقبالٌ شعبي ورسمي بحضور كبار رجال الدولة ورجال الدين، ثم جرى استقبال الوفد من قبل السُلطان محمد رشاد في مسجد الحميديّة المجاور لقصر يلدز.

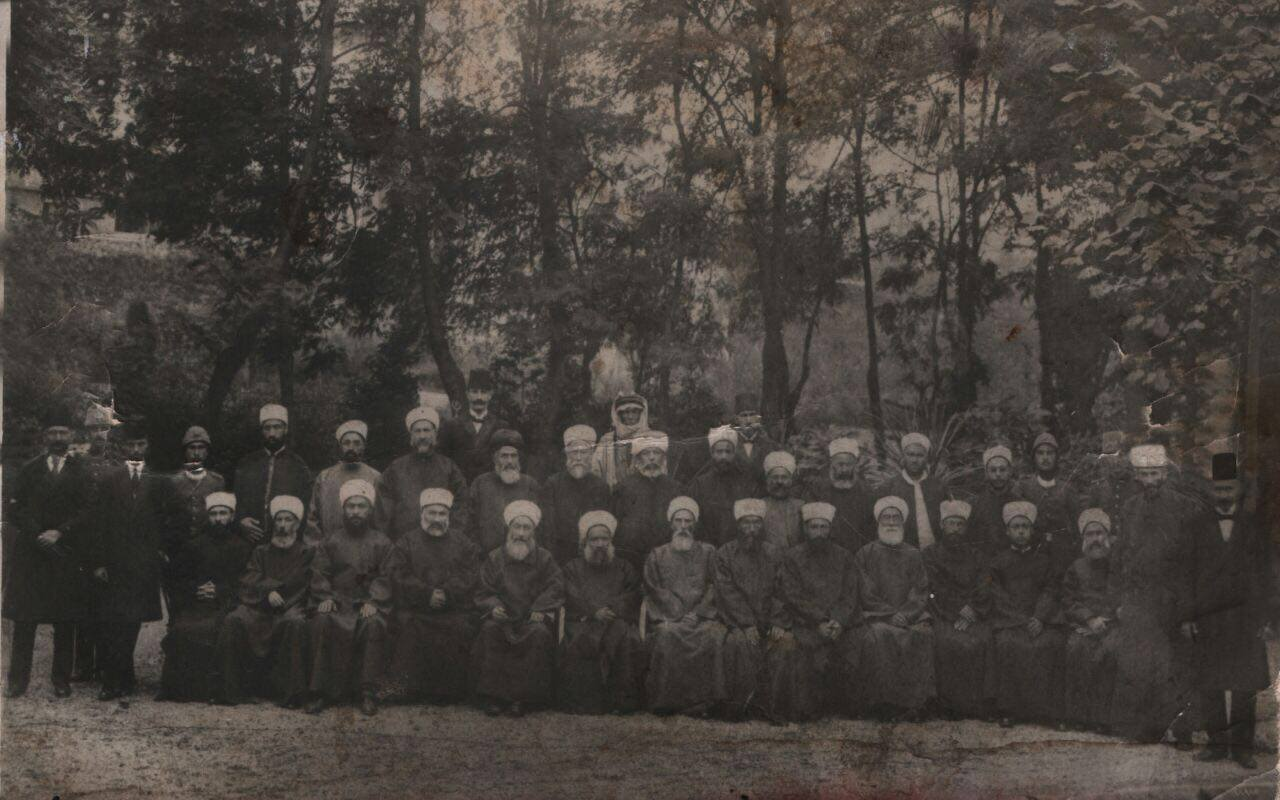
البعثة في إستانبول.

## أهداف البعثة
حسب كتابٍ صدر عن البعثة العلمية بعد عودتها فقد تمثلت أهداف البعثة في ثلاثة أمور رئيسية هي:
- "عرض إخلاص السوريين على سدة الخلافة الإسلامية الكبرى".[2]
- "مُشاهدة عظمة الدولة العليّة واستعدادها الحربي".[2]
- "بث عواطف أهالي هذه البلاد إلى إخوانهم الغُزاة المجاهدين".[2]

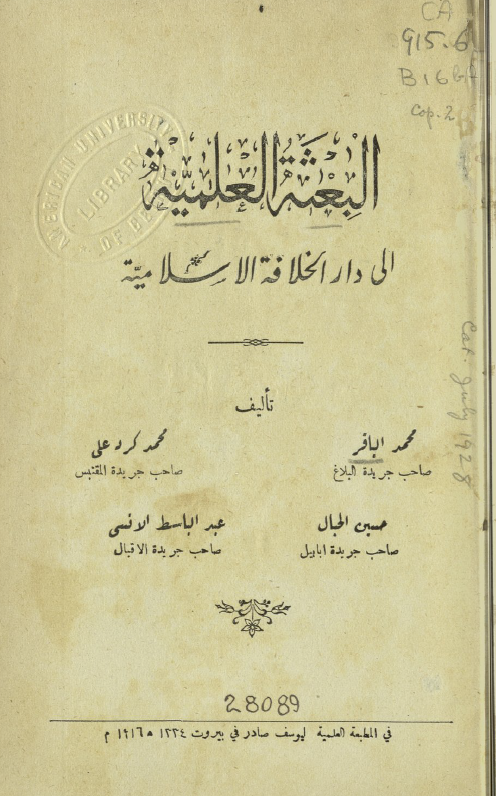
غلاف كتاب «البعثة العلمية إلى دار الخلافة الإسلامية».

## أبرز أعضاء البعثة
راعت البعثة التغطية الجغرافية لشخصيات مناطق بلاد الشام؛ فكان من أبرز أعضاء البعثة:
- عن دمشق: المفتي أبو الخير عابدين، الشيخ عبد المحسن الأسطواني، وعطا العجلاني.[1][4]
- عن حمص: توفيق الأتاسي.[1][4]
- عن حلب: الشيخ محمد بدر الدين النعساني، والشيخ عبد اللطيف الخزندار، والمفتي محمد العبيسي.[1][4]
- عن حماة: أحمد الكيلاني.[1][4]
- عن اللاذقية: محاسن الأزهري.[1][4]
- عن عينتاب: المفتي عارف أفندي.[1][4]
- عن حوران: محمد الزعل، ومحمد الحلبي.[1][4]
- عن بيروت: المفتي مصطفى نجا.[1][4]
- عن طرابلس: الشيخ عبد الكريم عويضة.[1][4]
- عن جبل لبنان: الشيخ عبد الغفار تقي الدين.[1][4]
- عن القدس: المفتي طاهر أبو السعود، والشيخ علي الريماوي.[1][4]
- عن يافا: الشيخ سليم اليعقوبي.[1][4]
- عن حيفا: مفتي حيفا محمد أفندي مراد وهو من مؤسسي مسجد الاستقلال في حيفا ومن أعضاء المجلس الإسلامي الأعلى.[5][6][1][4]
- عن عكا: الشيخ إبراهيم العكي، والشيخ عبد الرحمن عزيز.[1][4]
- عن طولكرم: عبد الرحمن الحاج إبراهيم وهو من رجالات فلسطين وعمدة مدينة طولكرم.[4][1][7]
- عن نابلس: محمد رفعت تفاحة وهو من أبرز شخصيات نابلس.[1][4]